# 鹿児島市立山下小学校
鹿児島市立山下小学校（かごしましりつ やましたしょうがっこう）は、鹿児島県鹿児島市西千石町にある市立小学校。

## 概要
山下小学校は鹿児島市内における最も歴史ある公立小学校の一校であり、1873年8月に第三郷校として設立された。第三郷校は、1877年の西南戦争に城山落城と共に灰燼に帰したが、校区民の熱烈な教育愛により1878年10月9日に再建され、「山下小学」と名付けられた。1886年、小学校令施行により山下尋常小学校と改称、明治1887年には文部大臣森有礼の視察を受け、翌1888年には北白川宮能久親王の来校があった。
1945年6月、太平洋戦争における鹿児島大空襲により再び全焼し、休校のやむなきに至ったが、1947年4月には鹿児島市立山下小学校として再び開校された。
そして1949年6月3日には天皇の行幸（全国巡幸）で児童の作品と授業の天覧があった。この頃、定時制の高等学校が小学校校舎を間借りしており、高校生の建築製図の授業も視察している。
校名である『山下』は、鹿児島市の史跡名勝である「城山」の麓に所在することに由来する。

## 校訓
「負けるな」「うそを言うな」「弱い者をいじめるな」

## 沿革
- 1873年（明治6年）8月 - 第三郷校として創設。
- 1878年（明治11年） - 山下小学を設置。
- 1886年（明治19年） - 小学校令が施行されたのに伴い、山下尋常小学校に改称。
- 1936年（昭和11年） - 松山城放火事件の犯人によって放火され半焼する。
- 1941年（昭和16年） - 国民学校令により山下国民学校と改称
- 1946年（昭和21年） - 戦禍により鹿児島市立大龍小学校に一部児童を収容
- 1947年（昭和22年） - 鹿児島市立山下小学校に改称、現在に至る。

## 特色
薩摩義士記念相撲綱引き大会、うずまき運動、向田邦子賞など

## 通学区域
- 加治屋町の全域
- 平之町の全域
- 東千石町の一部
- 西千石町の全域
- 中町の一部
- 照国町の全域
- 山之口町の全域
- 千日町の一部

## 関係者
主な出身者
- 向田邦子 - 脚本家・シナリオライター、直木賞作家・エッセイスト